# Almaraz
Almaraz és un municipi de la província de Càceres, a la comunitat autònoma d'Extremadura (Espanya). Limita al nord amb Saucedilla, al sud amb Higuera de Albalat i Valdecañas de Tajo, separats pel riu Tajo, a l'est amb Belvís de Monroy i a l'oest amb Romangordo.

## Demografia
| 1.439 | 1.433 | 1.447 | 1.557 | 1.478 | 1.425 | 1.411 | 1.354 | 1.295 | 1.229 |